# جواد تقدسی
جواد تقدسی (زاده اول دی ۱۳۰۱ – مرگ ۲۲ اسفند ۱۳۸۴ همدان)بازیگر سینما اهل ایران بود.

## بازیگر
- لانه عقاب‌ها (۱۳۷۸)
- ایران سرای من است (۱۳۷۷)
- کلام حق (۱۳۵۶)
- هیولا (۱۳۵۵)
- ولی نعمت (۱۳۵۵)
- آقا رضای گل (۱۳۵۳)
- تشنه‌ها (۱۳۵۳)
- دروغگوی کوچولو (۱۳۵۳)
- صلات ظهر (۱۳۵۳)
- یاور (۱۳۵۳)
- جنوبی (۱۳۵۲)
- شب عروسی (۱۳۵۰)
- سوگلی (۱۳۴۹)
- تک‌خال (۱۳۴۸)
- شب فرشتگان (۱۳۴۷)
- مرد روز (۱۳۴۷)
- مرد صحرا (۱۳۴۷)
- خوشگل و قهرمان (۱۳۴۶)
- عمو سبزی فروش (۱۳۴۶)
- دختر کدخدا (۱۳۴۵)
- رانندگان جهنم (۱۳۴۵)
- شارلاتان (۱۳۴۵)
- مأمور ۱۱۴ (۱۳۴۵)
- نخاله قهرمان (۱۳۴۵)
- شیطون بلا (۱۳۴۴)
- همه سر حریف (۱۳۴۴)
- دهکده طلایی (۱۳۴۳)
- زندگی دوزخی (۱۳۴۳)
- گردن کلفت (۱۳۴۳)
- مسیر رودخانه (۱۳۴۳)
- اشک‌ها و خنده‌ها (۱۳۴۲)
- با معرفت‌ها (۱۳۴۲)
- کلاه مخملی (۱۳۴۱)
- آتشپاره تهران (۱۳۴۰)
- تازه به دوران رسیده (۱۳۴۰)
- دندان افعی (۱۳۴۰)
- آینه تاکسی (۱۳۳۹)
- پول حلال (۱۳۳۹)
- دوستان یکرنگ (۱۳۳۹)
- شیر فروش (۱۳۳۹)
- صفرعلی (۱۳۳۹)
- ماجرای پروین (۱۳۳۹)
- پسر دریا (۱۳۳۸)
- یکی بود یکی نبود (۱۳۳۸)
- شاباجی خانم (۱۳۳۷)
- طلسم شکسته (۱۳۳۷)
- عروس فراری (۱۳۳۷)
- برهنه خوشحال (۱۳۳۶)
- یعقوب لیث صفاری (۱۳۳۶)
- خورشید می‌درخشد (۱۳۳۵)
- جادو (۱۳۳۴)
- دماغ سوخته‌ها (۱۳۳۴)
- مریم (۱۳۳۲)
- مشهدی عباد (۱۳۳۲)
- ملانصرالدین (۱۳۳۲)